# Население на Антигуа и Барбуда
Населението на Антигуа и Барбуда според преброяването през 2011 г. е 86 295 души.

## Възрастов състав
(2006)
- 0-14 години: 27,6% (мъжe 9716/жени 9375)
- 15-64 години: 68,5% (мъжe 23 801/жени 23 524)
- над 65 години: 3,9% (мъжe 1020/жени 1672)

(2011)
- 0-14 години: 23,8% (мъжe 10 323/жени 10 088)
- 15-64 години: 68,5% (мъжe 27 736/жени 30 860)
- над 65 години: 7,7% (мъжe 2927/жени 3633)

## Расов състав
(2001)
- 91% – негри
- 4,4% – смесена раса
- 1,9% – бели
- 0,7% – индийци
- 2% – други

## Религия
(2011)
- 68,3% – протестанти
- 8,2% – католици
- 5,9% – атеисти
- 17,6% – други

## Език
Официален език в Антигуа и Барбуда е английски.